# Heteromys anomalus
Heteromys anomalus је врста глодара из породице кенгур-пацова (Heteromyidae).

## Распрострањење
Ареал врсте је ограничен на мањи број држава. 
Врста има станиште у Венецуели, Колумбији и Тринидаду и Тобагу.

## Станиште
Станишта врсте су шуме, планине и брдовити предели.

## Начин живота
Исхрана врсте Heteromys anomalus укључује семе.

## Угроженост
Ова врста није угрожена, и наведена је као последња брига јер има широко распрострањење.